# Albert Chibnall
Albert Charles Chibnall (* 28. Januar 1894 in Hammersmith; † 10. Januar 1988 in Cambridge) war ein britischer Biochemiker.
Chibnall besuchte die St. Paul’s School und studierte an der Universität Cambridge (Clare College), bevor er sich freiwillig für den Kriegsdienst im Ersten Weltkrieg meldete (er war im Royal Army Service Corps und erhielt in Kairo eine Ausbildung zum Flieger). Ab 1919 setzte er sein Studium am Imperial College London fort und wurde 1921 bei Samuel Barnett Schryver in Biochemie promoviert. In seiner Dissertation untersuchte er die Stickstoffbestandteile der grünen Blätter von Pflanzen. Als Postdoktorand war er im Chelsea Physic Garden und bei T. B. Osborne, einem Experten für Pflanzenproteine, an der landwirtschaftlichen Versuchsstation des Bundesstaates Connecticut (Connecticut Agricultural Experiment Station). Ab 1924 war er bei Jack Drummond am University College London und 1929 wurde er als Nachfolger von Schryver Professor für Biochemie am Imperial College London. 1943 wurde er Sir William Dunn Professor für Biochemie an der Universität Cambridge, was er 1949 aufgab, da er das Gefühl hatte, dass jemand mit mehr medizinischem Hintergrund besser geeignet wäre.
Zu seinen Post-Doktoranden gehörte Fred Sanger, den er bei seiner Analyse der Aminosäuren von Insulin unterstützte, sich aber weigerte als Ko-Autor seines Studenten aufzutreten.
Er befasste sich vor allem mit dem Stickstoffstoffwechsel von Pflanzen.
1942 hielt er die Bakerian Lecture. Er war Fellow der Royal Society.
In erster Ehe heiratete er 1931 seine Cousine Cicely Chibnall, mit der er zwei Töchter hatte. 1947 heiratete er die Historikerin Marjorie Chibnall (1915–2012), mit der er einen Sohn und eine Tochter hatte. Er teilte mit ihr historische Interessen und veröffentlichte selbst über Lokalgeschichte von Buckinghamshire im 14. bis 16. Jahrhundert.